# Carlos Chacón

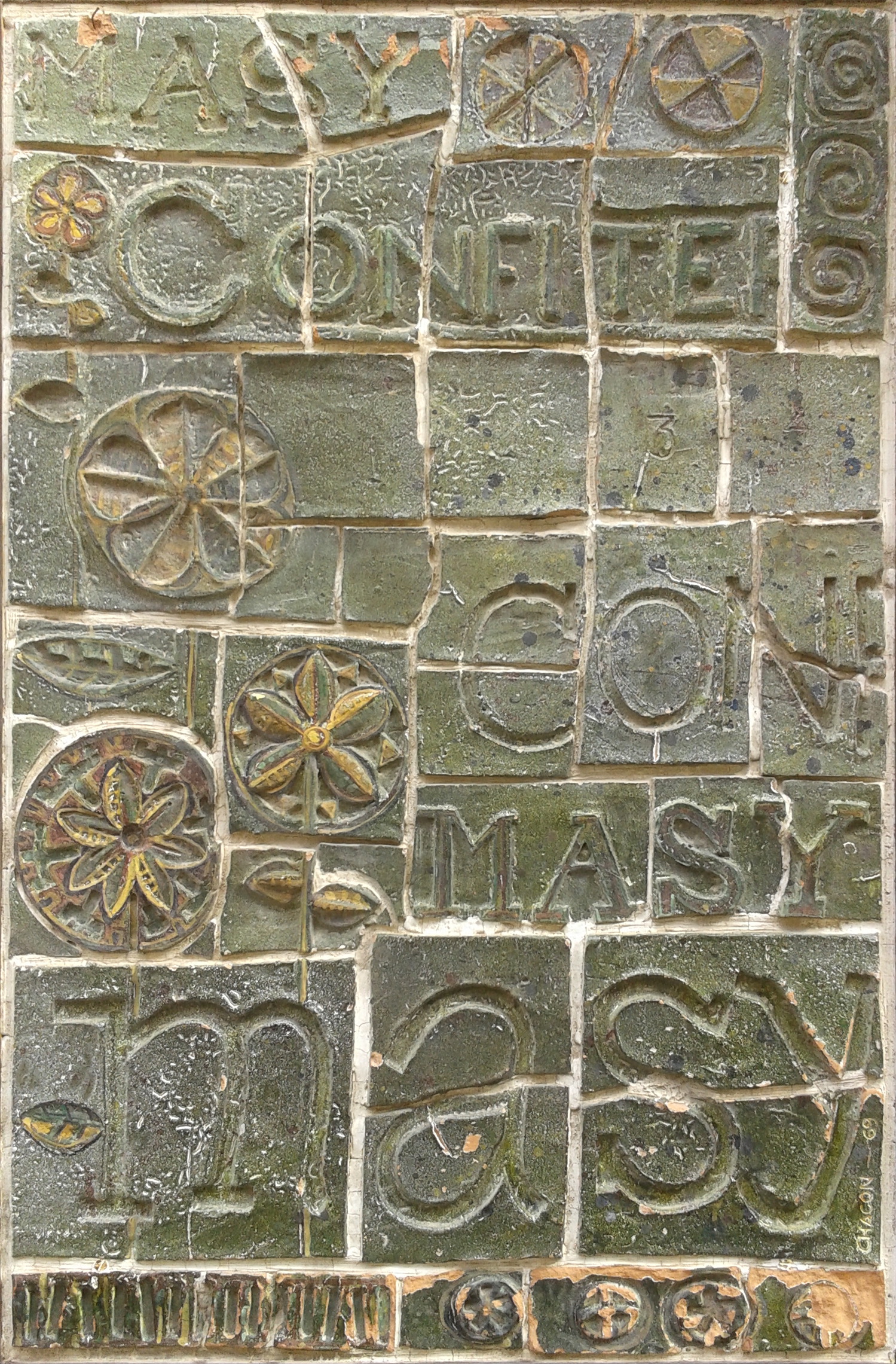
Cerámica en la calle Cervantes de Alcalá de Henares (Chacón, 1969).

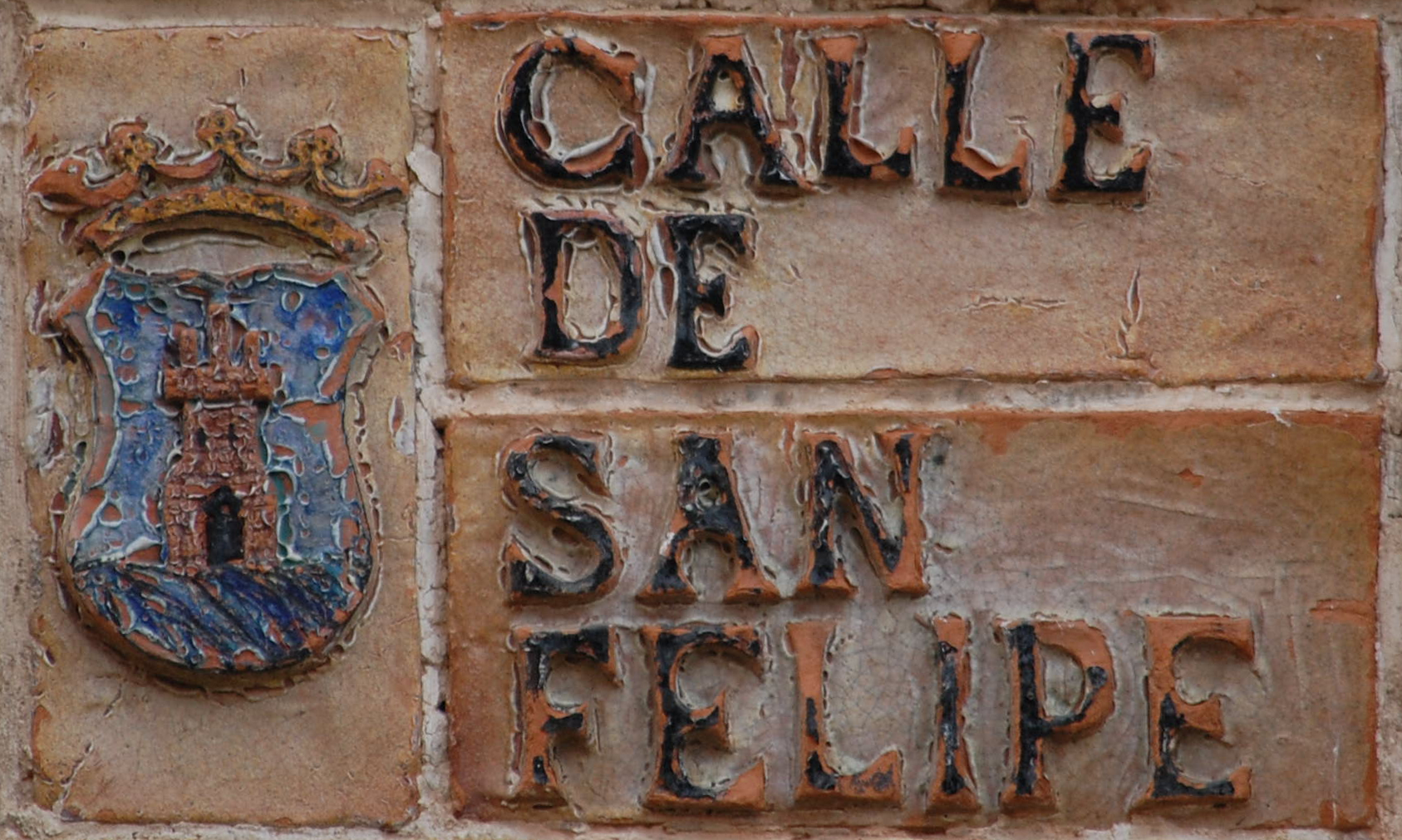
Cerámica indicativa de una calle en Alcalá de Henares.

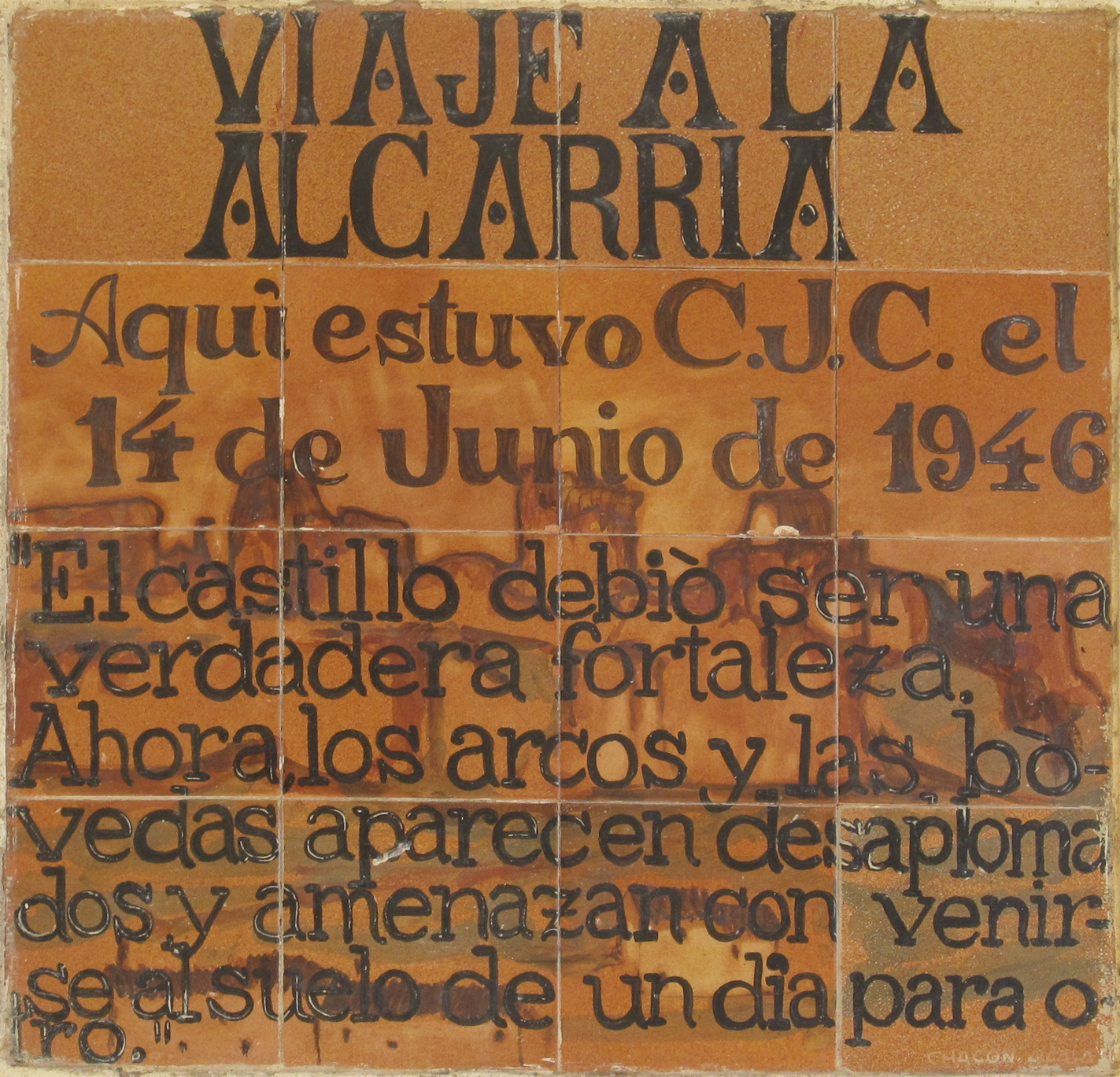
Cerámica conmemorativa en Zorita de los Canes del "Viaje a la Alcarria" de Cela (Chacón, 1973).

Carlos Chacón Laguía (Los Hinojosos, 10 de enero de 1945 - carretera M-607, 16 de agosto de 1985) ceramista y pintor español.

## Biografía
Carlos Chacón nació en Los Hinojosos (Cuenca - España) 10 de enero de 1945. Era hijo del poeta José Chacón García y de Rosario Laguía Izquierdo. Tras residir unos años en Arganda del Rey su familia se trasladó, el 13 de junio de 1955, a vivir definitivamente a Alcalá de Henares. Aquí asistió al colegio público Cardenal Cisneros, el bachillerato lo cursó en el colegio de Santo Tomás, para luego ir a estudiar a Barcelona en la Escuela Massana. De regreso en Alcalá, estudió dibujo, pintura y modelado en la Escuela de Artes Aplicadas y Oficios Artísticos de Madrid, y cerámica en la Escuela Oficial de Madrid. Durante el servicio militar en Sidi Ifni conoció al artista Augusto Banegas con el que realizó una exposición de pintura. Después se casó con Chelo Espinosa Campos y tuvieron tres hijos: Carlos, Bruno e Iván.
Artista multidisciplinar reconocido por su labor en cerámica y pintura, además de trabajar el dibujo y la escultura. Instaló su taller de cerámica artística en la planta baja de la casa familiar, en el número 101 de la calle Mayor de Alcalá de Henares. Diseñó los trabajos en forja que realizaba Jesús Prades.
Su actividad docente se desarrolló como profesor de educación plástica en los colegios Santo Tomás, y Beatriz Galindo de Alcalá de Henares. Además, desde 1975, creó y dirigió la escuela de cerámica en la Mutual Complutense, con una especial preocupación por recuperar la tradición ceramista local, solicitada por la "Asociación Cultural Henares", recuperando al popular alfarero Braulio Vivas ("Lali"). En Torrejón de Ardoz también fundó y dirigió el taller de cerámica de la Escuela Municipal de Artes Plásticas. Y en 1984 fundó un taller de cerámica en el centro penitenciario para jóvenes Alcalá II.
Un accidente de tráfico en la carretera M-607 acabó con su vida el 16 de agosto de 1985, a los 40 años de edad, junto con su amigo Julio César Fernández Gutiérrez.

## Obra
Son numerosas sus pinturas y murales que reflejan el sentir de su época, aunque son las cerámicas artísticas sus obras más populares. El diseño de murales vidriados coloristas se localizan en varios edificios alcalaínos, y una serie 15 placas cerámicas, conmemorativas del XXV aniversario de la publicación del libro "Viaje a la Alcarria" de Camilo José Cela, se distribuyen por sendos pueblos de la Provincia de Guadalajara.
Escribió un cuento titulado "La torre Albarrana", publicado en 2006.

## Exposiciones
- 1968: de pintura en Sidi Ifni.
- 1970: de pintura en Madrid.
- 1970: de cerámica artística en Valencia.
- 1972: de cerámica artística en Palma de Mallorca y en Munich.
- 2017: Antológica en Alcalá de Henares.

## Reconocimiento
- 1970: obtuvo el "Quijote de Oro" del Ayuntamiento de Alcalá de Henares.
- 1974: con el cuadro "Embestida II" (representa a don Quijote galopando sobre Rocinante y embistiendo) ganó el primer premio en el certamen de pintura del Premio Ciudad de Alcalá.
- 1975: con el lienzo "Después", consiguió una mención especial en el mismo certamen de pintura.[9]